# La virgen roja
La virgen roja (también conocida bajo el título provisional Hildegart) es una película hispano-estadounidense, un drama histórico y psicológico de 2024, dirigida por Paula Ortiz y escrita por Eduard Solà y Clara Roquet. Está protagonizada por Najwa Nimri y Alba Planas como Aurora y Hildegart, respectivamente, junto a Aixa Villagrán, Patrick Criado y Pepe Viyuela. Tuvo su estreno mundial en el Festival Internacional de Cine de San Sebastián el 21 de septiembre de 2024,

## Trama
Concebida y criada por su madre Aurora (Najwa Nimri) en su proyecto para dar a luz a la mujer del futuro, Hildegart (Alba Planas), de 18 años y ya una mente brillante y reconocida experta europea en sexualidad femenina, intenta liberarse de las garras de Aurora mientras va conociendo a Abel Vilella, lo cual enfrenta a madre e hija en una fatídica noche de 1933.

## Producción
La idea detrás de La virgen roja nació en 2017, cuando la productora de la película, María Zamora, descubrió la historia de Aurora y Hildegart Rodríguez Carballeira a través de un artículo de una revista y decidió hacer una película sobre ella, contratando a los guionistas Eduard Solà y Clara Roquet, junto a quienes estaba trabajando en Libertad, para desarrollarla. La directora Paula Ortiz, quien Zamora decidió que "podía ser [la opción] perfecta" para dirigir la película, aceptó inmediatamente la propuesta, habiendo conocido el personaje de Hildegart y centrado parte de sus tesis de fin de carrera en ella, además de realizar trabajos sobre el personaje en colaboración con la Universidad de Barcelona. Aunque en un principio Zamora logró obtener financiación para el proyecto de forma más tradicional, consideró que el presupuesto de la cinta era inferior a lo necesario y ofreció el proyecto a Prime Video durante una conversación sobre otros proyectos, el cual entusiasmó a la plataforma.
La película fue anunciada por primera vez en abril de 2023, durante el evento 'Prime Video Presents España' de Amazon Prime Video, bajo el título de Hildegart, siendo descrita como una mezcla de "drama histórico, romance, suspenso y un toque de crimen real". El 14 de junio de 2023, se confirmó que el reparto de la película estaría formado por Najwa Nimri, Alba Planas, Patrick Criado, Aixa Villagrán y Pepe Viyuela. El rodaje tuvo lugar entre julio y agosto de 2023 en Madrid, La producción concluyó el 19 de agosto de 2023. incluyendo entre sus puntos de rodaje el Palacio de las Cortes, la Puerta del Sol y el Ateneo de Madrid.
Cuando se confirmó el estreno de la película en cines, se desveló también que su título había cambiado de Hildegart a La virgen roja; según Zamora, La virgen roja era en realidad el primer título de la película y durante el rodaje había sido cambiado a Hildegart a petición de Prime Video, para evitar confusiones con su serie Reina Roja, pero luego fue cambiado de vuelta al título original durante la posproducción cuando los productores se dieron cuenta de que era muy potente.

## Lanzamiento y marketing
En un principio, cuando aún se llamaba Hildegart, se dijo que la película era un original de Amazon Prime Video, sin confirmación de si se estrenaría en cines o no, aunque sí se estimó que su estreno llegaría en 2024. En junio de 2024, junto con el cambio de nombre, se anunció que la película se estrenaría en cines de España en septiembre de 2024, con distribución de Elastica Films, antes de su estreno en streaming en Prime Video. En julio de 2024, Elastica lanzó el tráiler de la película y concretó su estreno en cines para el 27 de septiembre de 2024. Ese mismo mes, se confirmó que la película tendría su estreno mundial en el Festival Internacional de Cine de San Sebastián, el cual tuvo lugar el 21 de septiembre de 2024.

## Premios y nominaciones
80.ª edición de las Medallas del Círculo de Escritores Cinematográficos
| Categoría               | Premiado                       | Resultado |
| ----------------------- | ------------------------------ | --------- |
| Mejor película          | Mejor película                 | Nominada  |
| Mejor dirección         | Paula Ortiz                    | Nominada  |
| Mejor actriz            | Najwa Nimri                    | Nominada  |
| Mejor actriz secundaria | Aixa Villagrán                 | Ganadora  |
| Mejor guion original    | Clara Roquet y Eduard Sola     | Nominados |
| Mejor fotografía        | Pedro J. Márquez               | Ganador   |
| Mejor montaje           | Pablo Gómez Pan                | Nominado  |
| Mejor música            | Guille Galván y Juanma Latorre | Nominados |

14.ª edición de los Premios Simón
| Categoría       | Premiado         | Resultado |
| --------------- | ---------------- | --------- |
| Mejor dirección | Paula Ortiz      | Nominada  |
| Mejor vestuario | Arantxa Ezquerro | Ganadora  |

- Premio Fotogramas de Plata Mejor Película Española 2024, según los lectores de la revista Fotogramas. [18]

## Reparto
| Intérprete                    | Personaje                      |
| ----------------------------- | ------------------------------ |
| Najwa Nimri                   | Aurora Rodríguez               |
| Alba Planas                   | Hildegart Rodríguez            |
| Aixa Villagrán                | Macarena                       |
| Patrick Criado                | Abel Velilla                   |
| Pepe Viyuela                  | Guzmán                         |
| Nur Levi                      | Soledad                        |
| Fernando Delgado              | Pepe Arriola                   |
| Jorge Usón                    | Miguel                         |
| María Alfonsa Rosso           | Rosa                           |
| Pablo Vázquez                 | Antonio                        |
| Pep Ambròs                    | Cura Alberto Pallés            |
| Carmen Barrantes              | Secretaria Dolores             |
| Luis Mariano Meco             | Hombre Tenis                   |
| Consuelo Trujillo             | Mujer Tenis 1                  |
| Alma Prelec                   | Mujer Tenis 2                  |
| Jaime Ocaña                   | Hombre Sede Partido Socialista |
| Juan Codina                   | Hombre Militante Ramón         |
| Alicia Armenteros             | Chica Joven Partido Socialista |
| Natalie Pinot                 | Mujer Librería                 |
| Jon Viar                      | Hombre Militante Jaime         |
| José Luis Esteban             | Julián Besteiro                |
| Jorge Asín                    | Andrés Saborit                 |
| Luis Arroyo                   | Wenceslao Carrillo             |
| Claudia Roset                 | Mujer Militante Daniela        |
| Sila Sicilia                  | Barwoman                       |
| Julia de Castro               | Cantante Bar                   |
| Ainet Jounou                  | Hildegart (9 años)             |
| Luna López                    | Hildegart (4 años)             |
| Bosco Fernández               | Pepe Arriola (6 años)          |
| Paco Ochoa                    | Comisario                      |
| Martín Abello                 | Niño Pintada                   |
| Abril Romero                  | Niña República                 |
| Louis López                   | Pepe Niño Foto                 |
| Aitana Peinado                | Bailarina Club                 |
| Ariela Katz                   | Bailarina Club                 |
| Bye Papi Nazareth             | Bailarina Club                 |
| Cristina Manzanares Rodríguez | Bailarina Club                 |
| Isabel Sanz                   | Bailarina Club                 |
| Katherine Melgar              | Bailarina Club                 |
| Laura Lozano Conde            | Bailarina Club                 |
| Adrián Ávila Chicharro        | Bailarín Club                  |
| Benjamín Pablo Rosado Mitte   | Bailarín Club                  |
| Juan Sebastián Martínez       | Bailarín Club                  |
| Pablo Bermejo Pérez           | Bailarín Club                  |
| Victor Juaranz Perez          | Bailarín Club                  |
| Benjamin Groisman             | Músico Club                    |
| Facundo Petrucelli            | Músico Club                    |
| Jorge Vela                    | Músico Club                    |
| Yevhen Riechkalov             | Músico Club                    |
| Sila Juaces Diéguez           | Hip Hop República              |
| Miguel Callejón               | Cochero Galicia                |
| Eugenio Alonso                | Cochero República              |